# Milagre dos Peixes
| Críticas profissionais | Críticas profissionais |
| Avaliações da crítica  | Avaliações da crítica  |
| Fonte                  | Avaliação              |
| ---------------------- | ---------------------- |
| Allmusic               | [ 1 ]                  |

Milagre dos Peixes é um disco do cantor e compositor brasileiro Milton Nascimento lançado no ano de 1973 pela EMI/Odeon (hoje Universal Music).
Várias canções do album tiveram suas letras censuradas pelo Regime militar no Brasil, porém Milton decidiu gravá-las mesmo sem letras. O disco é composto de 11 músicas, sendo 8 delas instrumentais. Talvez este seja o trabalho mais experimental de Milton, onde notamos uma exploração mais profunda das qualidades do som, principalmente no trabalho com vozes.
O LP foi eleito em uma lista da versão brasileira da revista Rolling Stone como o 63º melhor disco brasileiro de todos os tempos.

## Milagre dos Peixes Ao Vivo (1974)
No ano seguinte, Milton Nascimento grava, ao lado da banda Som Imaginário e de uma orquestra, o disco ao vivo da turnê do Milagre dos Peixes, no Theatro Municipal de São Paulo, nos dias 7 e 8 de maio.
O disco conta com arranjos de Wagner Tiso, Paulo Moura e Radamés Gnatalli e a regência de Paulo Moura.

## Faixas

### Vinil de 12''

#### Lado Um
1. "Os Escravos de Jó" (Milton Nascimento, Fernando Brant) – 3:12
2. "Carlos, Lúcia, Chico e Tiago" (Milton Nascimento) – 6:03
3. "Milagre dos Peixes" (Milton Nascimento, Fernando Brant) – 2:51
4. "A Chamada" (Milton Nascimento) – 4:18

#### Lado Dois
1. "Pablo Nº 2" (Milton Nascimento, Ronaldo Bastos) – 3:13
2. "Tema dos Deuses" (Milton Nascimento) – 3:23
3. "Hoje é Dia de El Rey" (Milton Nascimento, Márcio Borges) – 6:55
4. "A Última Sessão de Música" (Milton Nascimento) – 2:18

### Vinil de 7''(compacto)

#### Lado Um
1. "Cadê" (Ruy Guerra e Milton Nascimento)

#### Lado Dois
1. "Sacramento" (Nelson Angelo e Milton Nascimento)
2. "Pablo" (Milton Nascimento, Ronaldo Bastos)